# 松平重隆
松平 重隆（まつだいら しげたか）は、江戸時代の大身旗本・松平勝隆（のち上総国佐貫藩主）の長男。通称は三四郎。

## 略歴
6500石の大身旗本家の嫡子で、寛永元年（1624年）徳川家光に拝謁する。本来なら佐貫藩2代藩主となるはずだったが、家督を継ぐことなく寛永3年（1626年）に18歳で早世した。
代わって従弟の松平勝広が養子に迎えられ嫡子となった。